# Gyliotrachela cultura
Gyliotrachela cultura — вид наземних черевоногих молюсків родини Gastrocoptidae. Описаний у 2022 році.

## Назва
Видовий епітет cultura відноситься до сільського господарства (від лат. agricultura), оскільки вид виявлений у сільськогосподарському регіоні.

## Поширення
Ендемік Таїланду. Виявлений у карстовому утворенні серед сільськогосподарських угідь в окрузі Муенг Лей провінції Лей на півночі країни.

## Опис
Раковина невелика (розміром трохи більше 1 мм), останній завиток трубчатий з вільною короткою трубочкою, перистом розширений; апертура з 26 зубцями, причому кутова пластинка, пристінкова пластинка, верхня та нижня піднебінні складки та колумеллярна пластинка є найбільш помітними.